# Bruno Elizeu Versari
Bruno Elizeu Versari (ur. 30 maja 1959 w Cândido Mota) – brazylijski duchowny katolicki, biskup Campo Mourão w latach 2017-2024, biskup Ponta Grossa od 2024.

## Życiorys
3 stycznia 1988 otrzymał święcenia kapłańskie i został inkardynowany do archidiecezji Maringá. Był m.in. asystentem przy seminarium duchownym, ekonomem archidiecezjalnym, wikariuszem generalnym oraz dyrektorem archidiecezjalnej rozgłośni radiowej.
19 kwietnia 2017 papież Franciszek mianował go biskupem koadiutorem diecezji Campo Mourão. Sakry udzielił mu 24 czerwca 2017 metropolita Maringi - arcybiskup Anuar Battisti. 6 grudnia tegoż roku, w wyniku przejścia na emeryturę biskupa Francisco Javiera Del Valle Paredes, przejął rządy w diecezji. 10 czerwca 2024 ten sam papież przeniósł go na urząd biskupa diecezjalnego Ponta Grossa. 